# 사카이역
사카이역(일본어: 堺駅, さかいえき)은 일본 오사카부 사카이시 사카이구에 있는 난카이 전기철도 난카이 본선의 역이다. 역 번호는 NK11이다.

## 역 구조
대피 설비가 있는 섬식 승강장 2면 4선의 고가역이다.

### 승강장
| 번호 | 노선      | 방향 | 행선                                       |
| ---- | --------- | ---- | ------------------------------------------ |
| 1・2 | 난카이 선 | 하행 | 와카야마시 방면 ( 공항선) 간사이 공항 방면 |
| 3・4 | 난카이 선 | 상행 | 난바 방면                                  |

- 짝수 번선(2,4번 선)이 본선, 홀수 번선(1,3번 선)이 대피선이다. 이는 복복선 구간이 본 역까지 계획된 자취이다.

## 역 주변

### 동쪽
동쪽 출입구에는 역 건물이 있고 각종 사무소가 입주하고 있다. 역의 북쪽 빌딩에 인접한 복합 상업 시설 "플랫플랫"도 있다, 가전 양판점 "에디온"과 슈퍼 "고요고요"등이 입주하고 있다. 동쪽 출입구의 역전 광장은 이전의 사카이 시가를 횡단하고 사카이히가시 역에 이르는 오쇼지의 서쪽 끝이고, 사카이 시내 각 방면 노선(사카이 구내, 해안 방향)과 도쿄 방면으로의 장거리 노선이 발착하는 난카이 버스 사카이 역전 정류소가 있다. 난카이 버스 사카이 영업소도 가깝다. 2014년 3월에 라이프가 개업했다.

### 서쪽
서쪽 출입구에는 포르타스 사카이, 호텔 아고라 리젠시 사카이가 있어 보행자 데크로 연결되어 있다. 다른 라운드 원이나 아파트 호텔 사카이에키마에 등이 있다. 서쪽 출입구의 역전 광장은 국도 제26호선과 근접하고 미타카라 임해 지구 J그린 사카이, 사카이하마 시사이드 스테이지, 사카이 디스플레이 제품 사카이 공장으로 향하는 난카이 버스와 스미노에코엔 역으로 향하는 오사카 시영 버스의 사카이 역 니시구치 정류장이 있다.

### 남쪽
남쪽 출입구에는 숍 난카이와 컴포트 호텔 사카이(이전의 호텔 난카이로. 구역사 절터)가 있다. 우치 강의 남쪽, 류진이라 불리는 신지(사카에바시, 류진바시, 스미요시바시의 3정)에 위치하고 개찰구와 역전 광장이 다소 떨어져 있기 때문에 고가변에 상가가 형성되어 있다. 남쪽 출입구의 역전 광장은 피닉스대로를 끼고 주로 기타노다・가나오카 방면 노선이 발착하는 난카이 버스 사카이 역 미나미구치 정류장이 있다. 이 정류장은 고가화까지 "사카이 역전"이었으나 고가화에 따라 변경하였다.
- 오하마 공원
  - 오하마 공원 야구장
  - 소테쓰 산
  - 옛 사카이 등대

## 역사
1888년에 개통한 사카이 시의 오래된 역 중 하나이다. 과거는 시의 대표역으로 알려졌으나 1965년, 한와 선 사카이시역에 시의 대표역 자리를 넘겨주었다(현재는 난카이 고야 선 사카이히가시 역이 실질적인 대표역이다).
개업 시에는 현재 위치보다 약간 북쪽에 난카이 버스 사카이 영업소 부근에 역이 있었다. 역 소재지의 아즈마바시도리는 시가지 서부의 에비스지마의 더 서쪽에 형성된 부주의 일획에 있어서 옛 사카이 항에 가까운 철도 창가에도 해변의 풍경이 불리고 있다.
오쇼지의 서쪽 끝에 위치했던 역전은 외롭고 우치 강 이남 신지(류진)와 오하마 공원이 활황을 나타내고 있었다. 1912년에 한카이 선 슈쿠인 정류장이 개업했다. 계속 슈쿠인 정류장에서 오하마 공원을 향해서 오하마 지선이 개통하였다. 당 노선과 난카이 본선과의 환승역으로 류진역이 개통하였다. 1912년에 있었던 이들 사건은 사카이 역의 위상 추락을 결정짓는 것이었다.
류진 역은 불편한 사카이 역 대신 사카이의 새로운 관문으로서, 사카이 역보다 훨씬 북적거리게 되었다. 전쟁 전의 류진 역은 사카이 시 최다 승하차 인원을 자랑하는 우등 열차인 특급과 급행은 류진 역에 정차, 사카이 역은 통과했다. 류진 역은 또한 한카이 전철(후, 오사카 시덴 한카이 선)의 류진도리 역과의 접속역이기도 했었다. 1945년, 큰 피해를 낸 사카이 대공습 이후 여객 영업 재개는 류진 역에서만, 사카이 역은 마침내 화물역이 되기에 이르렀다.
1955년에 선형 개량 공사에 따라, 류진 역에서 피닉스 거리를 두고 북쪽 건너편의 위치에 사카이 역과 류진 역을 통합하여 "사카이역"이 탄생하면서 여객 영업을 재개했다(현재의 사카이 역 남쪽 출입구, 컴포트 호텔 사카이). 1985년에 난카이 본선 고가화에 따라 다시 오쇼지의 서쪽 끝으로 이전했지만, 개통 당시의 위치에서는 약간 남쪽에, 승강장은 에비스지마와 류진의 사이를 흐르는 우치 강을 넘고 있다.
오하마 해안 등 해변 휴양지의 공업 지대화, 유곽의 폐지 등 한때는 변두리처럼 퇴락했던 역 주변이지만 현재 위치로 이전 후, 역전에 이토 요카도가 개점하는 등 서서히 재개발이 시작되면서 더 로열 호텔(현, 호텔 아고라 리젠시 사카이), 플랫플랫, 라운드 원 등 상업 시설도 개업하였고, 사카이 역은 예전의 활기를 되찾고 있다. 샤프 사카이 공장이나 사카이하마 시사이드 무대, J그린 사카이가 개설된 후 목적지로 가는 버스의 발착 거점으로서의 기능도 하고 있으며 이토 요카도는 2011년 2월 13일 폐점했지만 2014년 3월 20일, 철거지에 라이프가 개점했다.

### 연표
- 1888년 5월 15일: 한카이 철도 노선 연장으로 본 노선의 종착역인 사카이역으로 개통, 당시에는 아즈마바시역으로도 불렸다.
- 1897년 10월 1일: 난카이 철도가 사카이 ~ 사노 역(현, 이즈미사노 역)간 개통, 한카이 철도와 난카이 철도 공동사용 역이 됨.
- 1898년 10월 1일: 난카이 철도가 한카이 철도를 인수하여 난카이 철도의 단독역이 됨.
- 1912년
  - 4월 1일: 한카이 전기궤도(초대 시기. 나중에 난카이 철도에 통합)의 오하마 지선이 슈쿠인 ~ 수족관 앞역간 영업 개시.
  - 12월 20일: 미나토 역 사이에 류진역 영업 개시.
- 1929년 10월: 한카이 전철용 류진도리역 개설.
- 1944년
  - 3월 7일: 한카이 전철을 오사카 시에 인수함. 오사카 시덴 한카이 선이 됨. 후에, 류진도리 역은 오하마키타마치역으로 역명 변경.
  - 6월 1일: 회사 합병으로 긴키 닛폰 철도의 역이 됨.
- 1945년 7월 10일 : 사카이 역, 류진 역, 사카이 대공습으로 파괴적인 피해를 입음. 사카이 역 여객 취급 폐지와 동시에 한카이 전기궤도 오하마 지선은 중단되면서 전후 복구하는 1949년에 휴업 이후 폐선됨.
- 1947년 6월 1일: 노선 양도로 인한 난카이 전기철도의 역이 됨.
- 1955년 4월 21일: 사카이 역과 류진 역을 통합하여 통합 후의 역명은 사카이역으로 하고 이전의 류진 역은 난바 쪽으로 이전함. 여객과 화물 취급 역이 통합됨.
- 1968년 10월 1일: 오사카 시덴 한카이 선 폐지. 한카이 선의 오하마키타마치 역도 폐역됨.
- 1983년 7월 3일: 상행선만 입체화, 현재 위치(개업 당초의 자리)로 이전.
- 1985년 5월 7일: 고가화 완성, 현재지로 이전.
- 1994년: 포르타스 사카이의 완성에 따라, 서쪽 출입구 신설, 동시에 오사카 시영 버스의 노선 연장 개시.
- 1997년 12월 3일: 사카이 역 주변 재개발 사업으로 역 건물이 완성됨과 동시에 동쪽 출입구(버스 터미널 포함)이 현재 위치로 이전.

## 사진

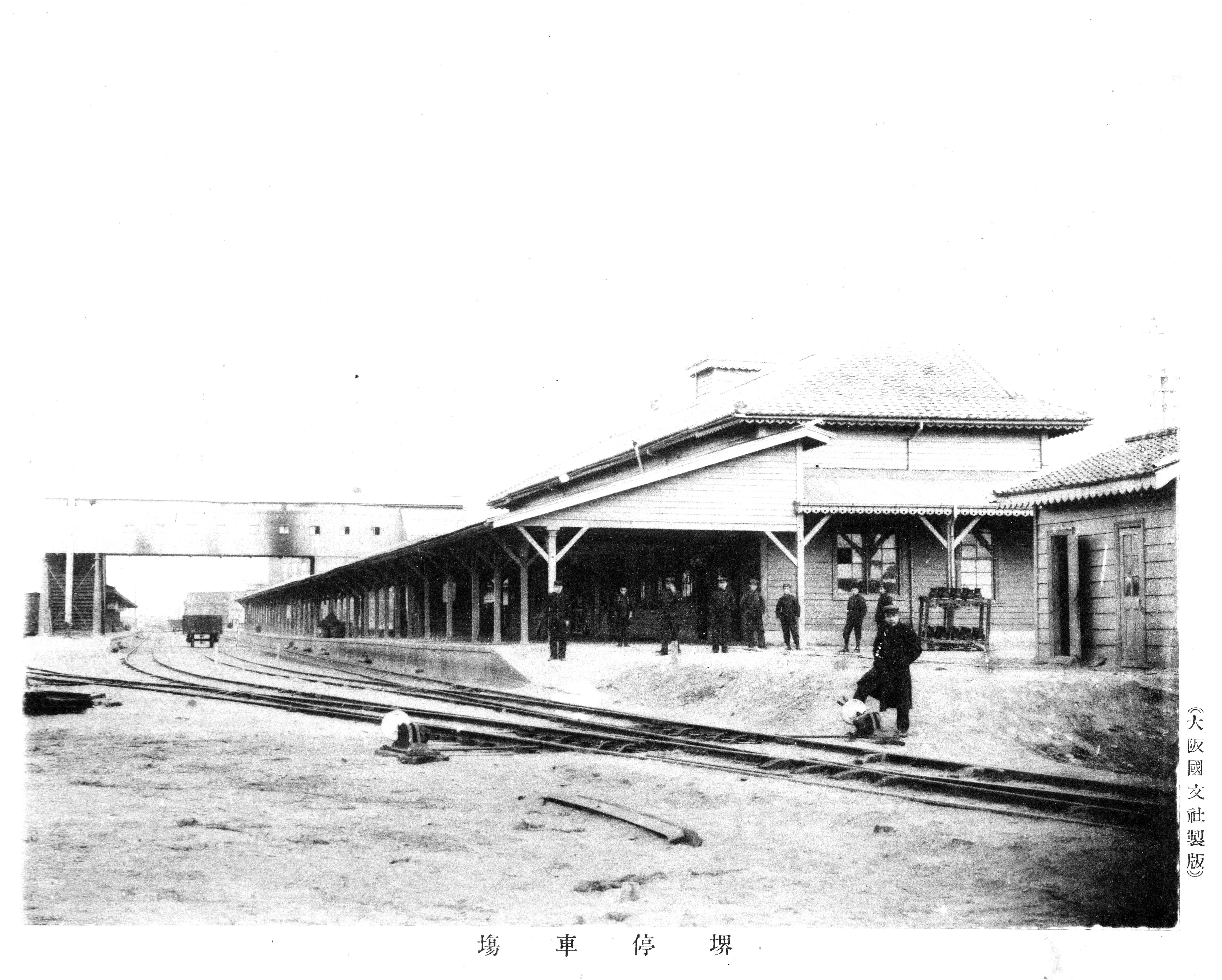
1889년의 사카이 역
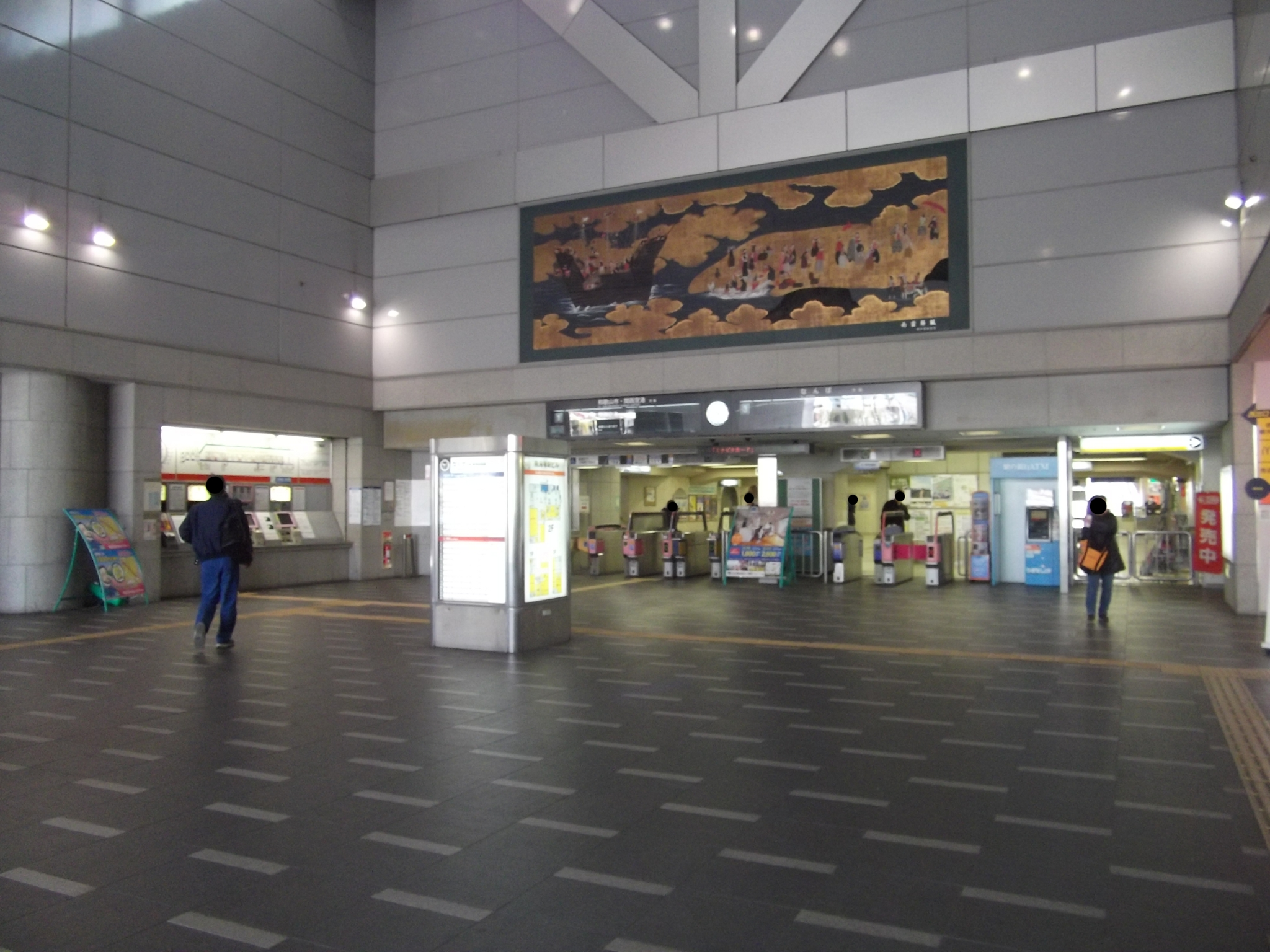
동쪽 개찰구
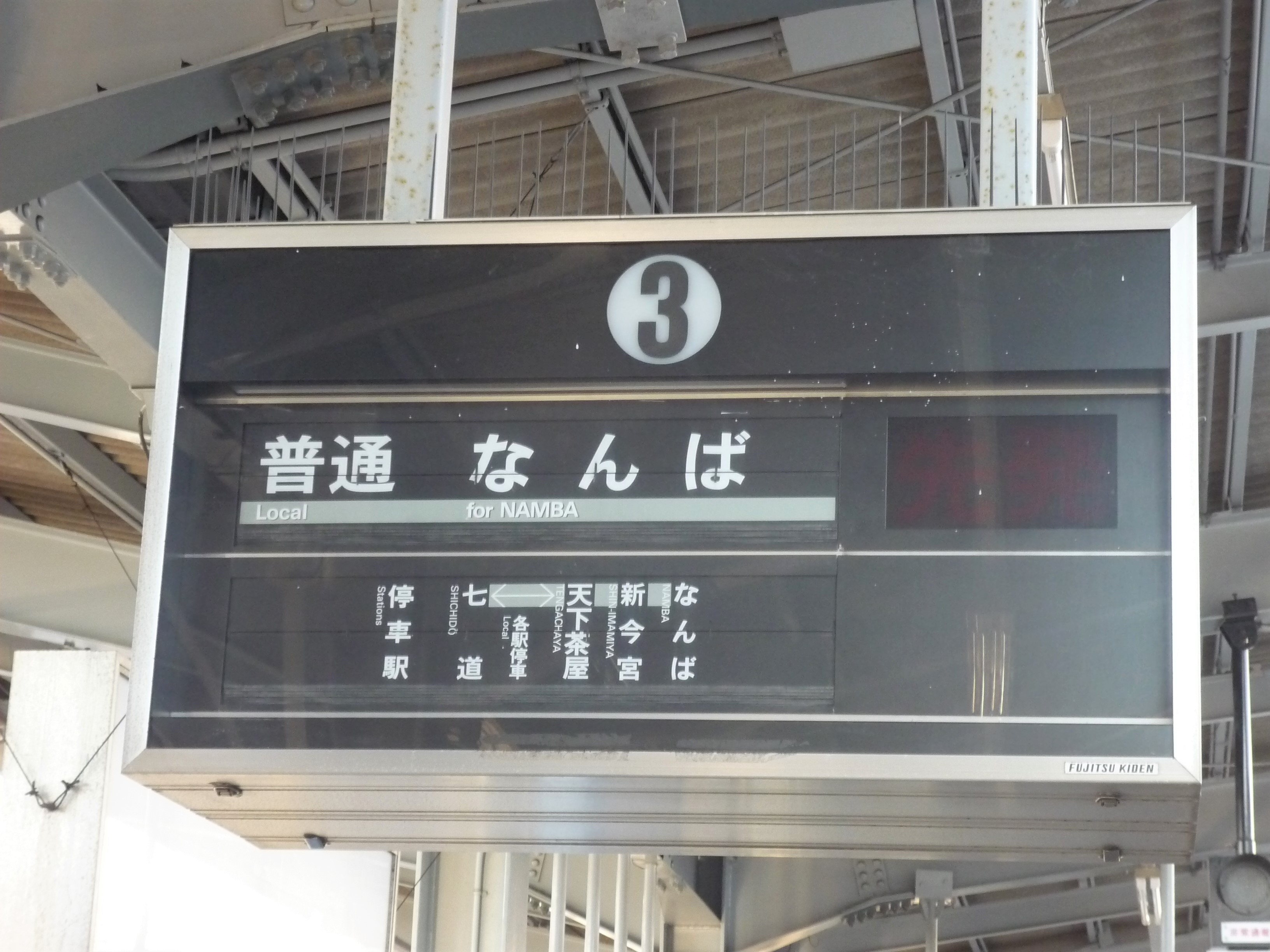
승강장 내 전광판

## 인접역
| 난카이 전기철도 난카이 본선 | 난카이 전기철도 난카이 본선               | 난카이 전기철도 난카이 본선                            |
| --------------------------- | ----------------------------------------- | ------------------------------------------------------ |
| NK05 덴가차야 난바 방면     | ■ 특급 "라피트 β" 정차역 ■ 특급 서던      | 기시와다 NK24 간사이 공항・와카야마코 방면             |
| NK05 덴가차야 난바 방면     | ■ 급행 ■ 공항급행 ■ 구간급행              | 하고로모 NK16 와카야마코・간사이 공항・와카야마시 방면 |
| NK05 덴가차야 난바 방면     | ■ 준급(당역까지 각역정차, 난바 행만 운행) | 미나토 NK12 하구라자키 방면                            |
| NK10 시치도 난바 방면       | ■ 보통                                    | 미나토 NK12 와카야마시・간사이 공항 방면               |